# Rufiji
Le Rufiji est un fleuve de Tanzanie. Né de la confluence du Kilombero et du Luwegu au sud-ouest du pays, il le parcourt d'ouest en est sur 600 kilomètres avant de se jeter dans l'océan Indien en face de l'île de Mafia dans le canal de Mafia.
Le bassin du Rufiji, principalement couvert d'une savane, est peuplé en moyenne de 21 hab.km2 et ne comporte aucune ville de plus de 100 000 habitants. Le fleuve, qui ne comporte aucun barrage, est navigable sur environ cent kilomètres et son principal affluent est la rivière Ruaha. Le Rufiji traverse la gorge de Stiegler et forme ensuite un delta interne dans la réserve de gibier de Selous. L'embouchure du Rufiji, située à environ deux cents kilomètres au sud de Dar es Salam, est constituée d'un delta qui abrite la plus grande mangrove du monde.
Entre octobre 1914 et juillet 1915, un combat naval, la bataille du delta de Rufiji, opposa le croiseur allemand SMS Königsberg à une flotte britannique qui l'avait bloqué dans le delta et s'acheva par la destruction du navire allemand.
Un grand barrage hydroélectrique est en cours de construction sur le cours du Rufiji depuis 2019, au niveau de la gorge de Stiegler.

### Source
- (en) Water Ressources eAtlas - Rufiji
- (en) FAO - Aménagement du bassin du Rufiji